# Východní Krušné hory
Východní Krušné hory este o arie protejată (arie de protecție specială avifaunistică — SPA) din Republica Cehă întinsă pe o suprafață de 16.367,7 ha, integral pe uscat.

## Localizare
Centrul sitului Východní Krušné hory este situat la coordonatele 50°42′02″N 13°41′07″E / 50.700556°N 13.685278°E.

## Înființare
Situl Východní Krušné hory a fost declarat arie de protecție specială avifaunistică în ianuarie 2005 pentru a proteja 1 specie de animale.

## Biodiversitate
Situată în ecoregiunea continentală, aria protejată nu include niciun habitat protejat.
La baza desemnării sitului se află o specie protejată de  păsări: cocoș de mesteacăn (Tetrao tetrix).